# Ratold de Italia
Ratold (n. 889–d. 929) a fost rege al Italiei care a domnit vreme de circa o lună în anul 896, alături de tatăl său Arnulf de Carintia. 
Ratold era fiul ilegitim mai mic al împăratului Arnulf de Carintia cu o concubină. Mama sa este posibil să fie fost aceeași cu mama unui alt fiu ilegitim al lui Arnulf, Zwentibold, dar poate la fel de bine să fi fost o longobardă, dat fiind poziția fiului ei în Italia, sau o slavă, prin prisma numelui lui Ratold. Arnulf a reușit să obțină din partea nobilimii din Francia Răsăriteană recunoașterea drepturilor fiilor săi, Zwentibold și Ratold, ca succesori.
După ce tatăl său a fost încoronat ca împărat roman în Roma în anul 896, Ratold a fost lăsat de către acesta ca vicerege al Italiei, cu reședința la Milano, iar Arnulf a trecut Alpii spre a ajunge în Germania. Imediat după plecarea lui Arnulf, ducele Lambert al II-lea de Spoleto, oponent al lui Arnulf în lupta pentru coroana Italiei, a preluat controlul, obligându-l pe Ratold să se retragă. 